# Sliač
Sliač (in ungherese Szliács) è una città della Slovacchia facente parte del distretto di Zvolen, nella regione di Banská Bystrica.